# Suzuki GSX 650 F
Die Suzuki GSX 650 F ist ein 4-Zylinder-Motorrad des japanischen Herstellers  Suzuki. Der Hubraum des Motors beträgt bei der GSX 650 F 656 cm³. Sie stellt die vollverkleidete Version der GSF 650 Bandit dar. Zum Modelljahr 2016 wurde sie aus dem Programm gestrichen.

## Allgemeines
Die GSX 650 F war nur mit Vollverkleidung erhältlich und seit 2009 serienmäßig mit Motorrad-ABS ausgestattet. Grundsätzlich ist sie eine GSF 650 Bandit mit Vollverkleidung. Sie unterschied sich von der Bandit in der Sitzhöhe, dem Lenker, sowie den etwas weiter hinten positionierten Fahrerfußrasten.
Das Design orientierte sich an dem Supersportler Suzuki GSX-R 600.